# 朽网站

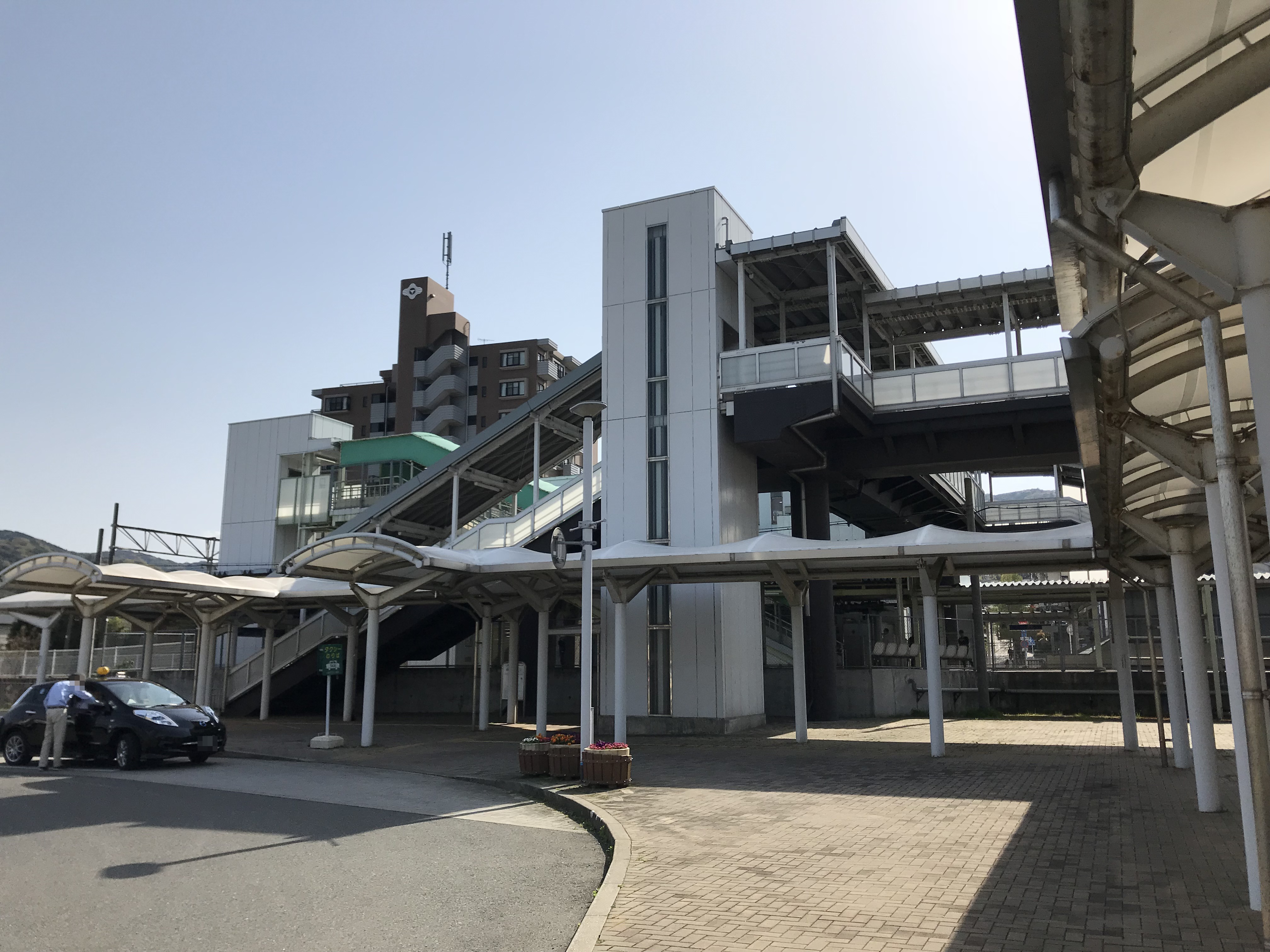
機場出入口(2018年4月)

朽网站（日语：／ Kusami eki */?）是位於北九州市小倉南区朽网，屬於九州旅客铁道（JR九州）的鐵路車站。本站在JR特定都区市内制度下屬於“北九州市内”的车站。
此站是距离北九州机场最近的车站，站前廣場有前往机场的巴士（51號），由西鐵北九州巴士營運，每天共對開27班。雖然本站是接駁北九州機場的玄關口，但一直以來都只停靠普通等級列車，快速及特急列車全不停靠。然而為增強北九州機場對外交通的便利性，JR九州與北九州市已達成了共識，將於2025年4月1日起，每天加停5個來回特急列車，亦會增加來往北九州機場與本站的接駁巴士服務。

## 车站结构

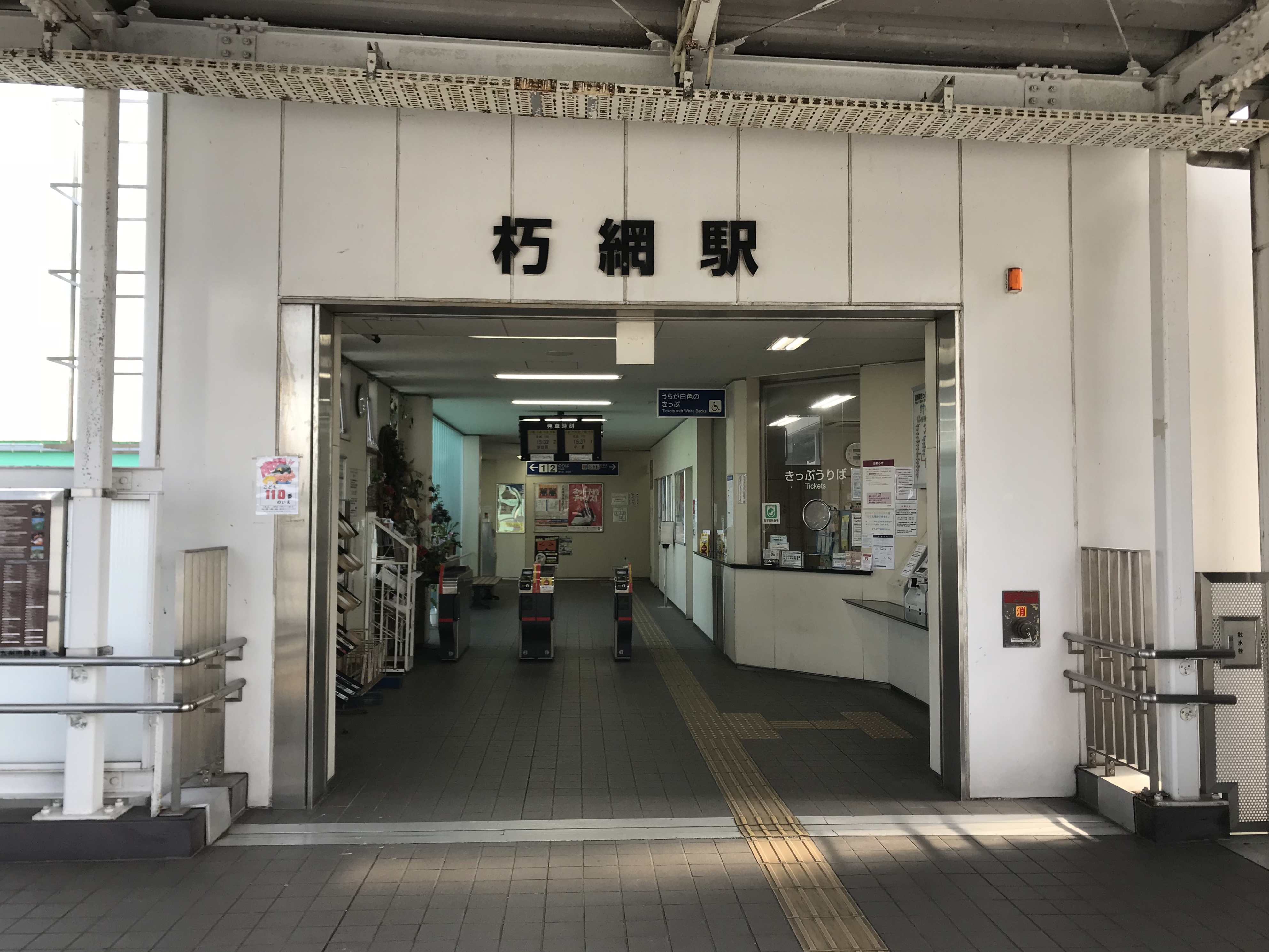
車站入口(2018年4月)

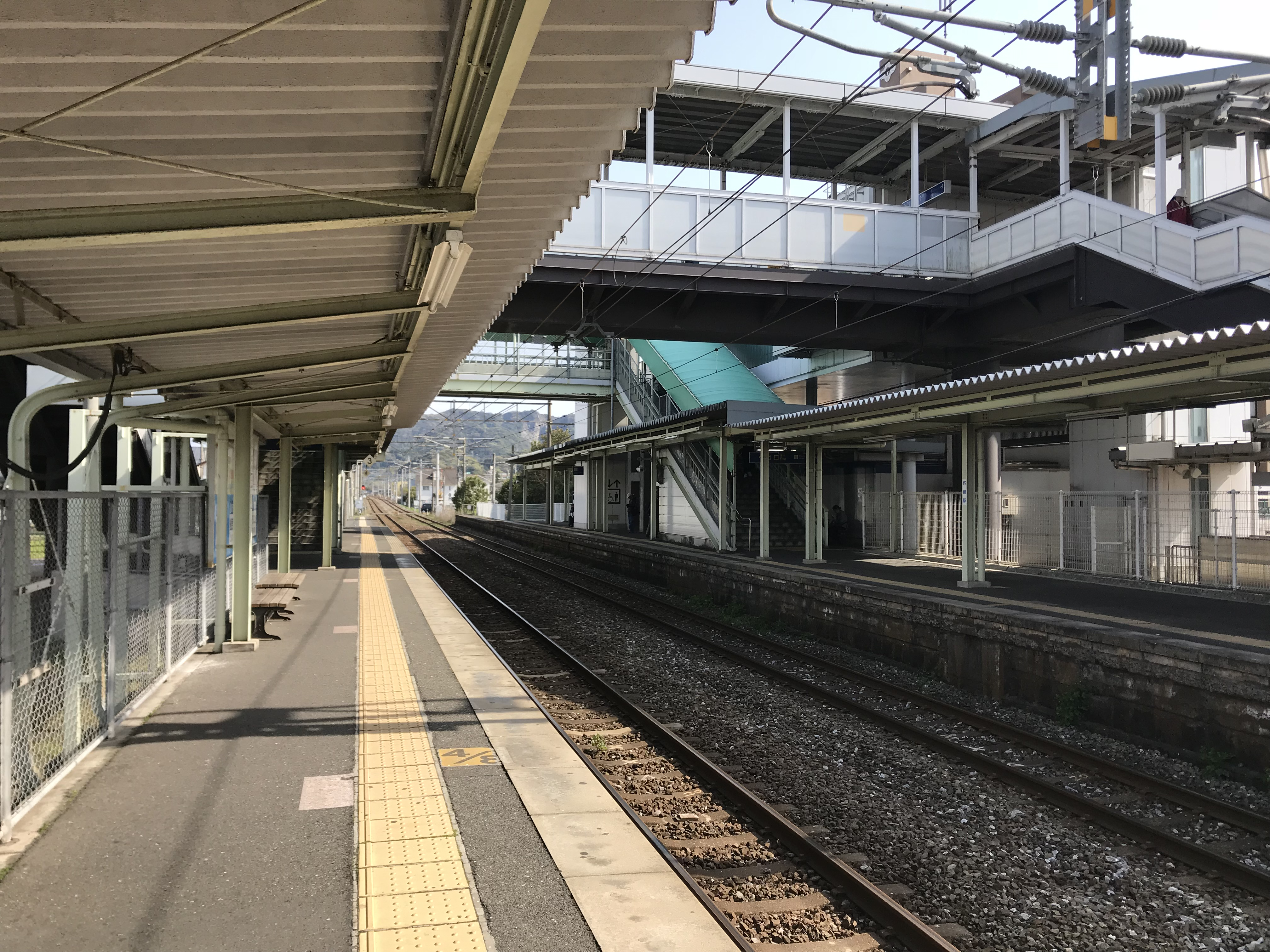
月台(2018年4月)

本站現時的站房為第二代站房，站房設於西口，屬於架空式站。地下雖設有簡易商店（設有ATM及無人商店），但該部份與站房之間為獨立建築體。東口慣常稱為「空港口」，靠連接兩邊的東西連絡天橋所連接。而兩邊出入口的均設有自動梯、升降機及樓梯通至連絡天橋再接駁至二樓的車站大廳。車站大廳右端為站務室
本站現時為委託JR九州服務支援所管理的业务委托站。前端設有自助售票機，因應人手精簡，2022年3月12日起停用綠色窗口，售票機亦改為可發售指定席劵；左端則有支援SUGOCA的閘機2部，另1條人手驗票的通道。前方設有宣傳用的刊物單張架。通過閘口後，前方為連接月台之間的天橋。

### 月台
設有2個側式站台，月台長度達約260公尺，足可容納整列現已停駛的寢台列車。從驗票口起，會連接至站內的行人天橋系統，乘客可以利用樓梯或升降機前往月台層。其中下行月台須橫過天橋至對面月台候車。
| 月台 | 路线     | 方向 | 目的地                                         |
| ---- | -------- | ---- | ---------------------------------------------- |
| 1    | 日丰本線 | 上行 | 小仓、门司港、下关方向                         |
| 2    | 日丰本線 | 下行 | 苅田、行橋、新田原、中津、柳浦、宇佐、大分方向 |

## 历史
- 1952年

- 5月1日：日本国有铁道朽网信号场投入运营
- 6月1日：升格为正式车站，稱為「朽网站」。

- 1963年9月20日：葛原信号所（已废弃）至本站区间复线化。
- 1965年9月24日：本站至苅田站区间复线化。
- 1966年10月1日：小仓至新田原区间电气化。
- 1987年4月1日：国铁分割民营化后成为JR九州车站。
- 2005年12月20日：现存第二代站房竣工。
- 2006年3月16日：隨北九州机场开业，來往机场的联络巴士开始运行。
- 2009年3月1日：支援SUGOCA[7]。
- 2022年3月12日：停用綠色窗口，改為使用指定席劵發售機[5]。
- 2025年4月1日：每日5來回的特急「音速」及「日輪喜凱亞」列車加停本站，作為北九州市對北九州機場對外交通改善的措施[8][9][10][3]。

## 使用情况
每年1日平均乘車人數的資料如下：
| 年度 | 1日平均 乘车人数 |
| ---- | ---------------- |
| 2000 | 2,328            |
| 2001 | 2,264            |
| 2002 | 2,173            |
| 2003 | 2,214            |
| 2004 | 2,270            |
| 2005 | 2,271            |
| 2006 | 2,374            |
| 2007 | 2,416            |
| 2008 | 2,399            |
| 2009 | 2,353            |
| 2010 | 2,333            |
| 2011 | 2,408            |
| 2012 | 2,449            |
| 2013 | 2,464            |
| 2014 | 2,360            |
| 2015 | 2,306            |
| 2016 | 2,278            |
| 2017 | 2,287            |
| 2018 | 2,286            |
| 2019 | 2,276            |
| 2020 | 1,822            |
| 2021 | 1,838            |
| 2022 | 1,884            |
| 2023 | 1,913            |

## 相鄰車站
九州旅客鐵道
 日丰本線

■快速
通过
■普通
下曾根（JF06）-朽网（JF07）-苅田（JF08）

## 外部連結
- JR九州朽網站 （页面存档备份，存于）